# Zbigniew Paterak
Zbigniew Paterak (ur. 8 kwietnia 1963) – polski aktor teatralny, filmowy i telewizyjny.

## Życiorys
W 1988 roku ukończył studia na Wydziale Aktorskim  PWST w Krakowie. W latach 1988–90 występował w Teatrze Nowym w Łodzi. W 1990-96 mieszkał w USA, związany był z polonijnym środowiskiem artystycznym. Po powrocie do kraju związany z teatrami offowymi, m.in. założyciel Teatru Patermana.
Od 1998 roku związany z teatralnym ruchem off-wym w TCK w Trzebini. Laureat Grand Prix za reżyserie "Emigrantów" Sławomira Mrożka na II Małopolskim Festiwalu Teatralnym w Wadowicach.

## Filmografia
- 2019: Underdog – ojciec kosy[1]
- 2017: Najlepszy – Wolski
- 2013: Oszukane – nauczyciel
- 2009: Dom zły – konduktor
- 2007: Tajemnica twierdzy szyfrów – Reinhard Heydrich
- 2004: Wesele – Stasiuk
- 2003: Daleko od noszy – gangster Zenek „Białko"